# Hypopigmentation
 Mise en garde médicale
L'hypopigmentation est une diminution de la coloration habituelle de la peau. La couleur de la peau humaine dépend de la quantité et de la nature des mélanines contenues dans la peau, ainsi que de leur répartition, elles-mêmes influencées par différents facteurs comme l'hérédité ou l'exposition au soleil.

## Causes
Parmi les différentes causes possibles d'hypopigmentation cutanée on peut distinguer ,:
- Hypopigmentations héréditaires, génétiquement déterminées
  - Hypopigmentations héréditaires diffuses
    - Albinisme oculo-cutané : Albinisme oculo-cutané type I, Albinisme oculo-cutané de type II, Albinisme oculocutané de type III, Albinisme oculocutané de type IV
    - Hypomélanoses diffuses génétiques dues à une anomalie des mélanosomes : Syndrome de Hermansky-Pudlak, Syndrome de Chediak-Higashi, Syndrome de Griscelli-Prunieras
    - Hypomélanoses secondaires à des maladies métaboliques
      - Phénylcétonurie
      - Homocystinurie
      - Maladie de Menkes
      - Autres hypomélanoses génétiques diffuses
      - Autres leucodermies diffuses

- - Hypopigmentations héréditaires circonscrites
    - Sclérose tubéreuse de Bourneville
    - Piébaldisme
    - Syndrome de Waardenburg
    - Hypomélanose et mosaïcisme pigmentaire
    - Hamartome achromique

- Hypopigmentations acquises, non génétiquement déterminées, circonscrites
  - Vitiligo
  - Dépigmentation par agents physiques : dépigmentation secondaire, après exposition à des agents physiques tels que rayons X, ultraviolets, brûlure, froid et agressions mécaniques
  - Dépigmentation, volontaires ou non, par agents chimiques : préparations dépigmentantes à base de dérivés phénolés, soufrés et de métaux lourds. Application cutanée de médicaments tels que les dermocorticoïdes, l'acide azélaïque, le peroxyde de benzoyle, l'hydroquinone.
  - Phénomène de Sutton (halo blanc apparaissant autour d’un nævus)
  - Tumeurs blanches
  - Maladies infectieuses et inflammatoires : Lèpre tuberculoïde, pityriasis versicolor, syphilis secondaire (« collier de Vénus »), tréponématoses, phase tardive de la pinta ; lésions de grattage hypopigmentées non spécifiques de l'onchocercose ou de la leishmaniose viscérale ; formes hypopigmentées d’amylose, de sarcoïdose, de pityriasis lichénoïde chronique ; leucodermie du lichen scléreux, de la maladie de Degos, de l’atrophie blanche, de la morphée et de la sclérodermie systémique.
  - Hypomélanose maculeuse confluente et progressive du métis mélanoderme (ou dyschromie créole)
  - Eczématide achromiante (également dénommé pityriasis alba ou dartre) : petites macules hypopigmentées légèrement squameuses siégeant surtout sur le visage et les membres
  - Hypopigmentations postinflammatoires
  - Hypomélanose idiopathique en goutte : petites macules blanches de la taille d'une goutte d'eau à contour bien limité siégeant surtout sur les zones exposées au soleil (membres inférieurs et avant-bras)
  - Porokératose actinique, parfois avec une zone centrale hypopigmentée, et toujours une zone périphérique hyperkératosique caractéristique
  - Hamartome anémique
  - Hamartome achromique
  - Taches de Bier
  - Verrues planes hypopigmentées
  - Cicatrice hypopigmentée, après une piqure d'insecte par exemple
  - Lichen plan
  - Lichen striatus